# Fantastic Four (film fra 2015)
 For alternative betydninger, se Fantastic Four (flertydig). (Se også artikler, som begynder med Fantastic Four)
Fantastic Four er en 2015 amerikansk superheltefilm, der er baseret på Marvel Comics superhelteteamet af samme navn. Det er den tredje Fantastic Four film, der kører i biografen. Filmen er udgivet af 20th Century Fox, og en genstart af Fantastic Four filmserien. Filem er instrueret af Josh Trank, som skrev manuskriptet sammen med Jeremy Slater og Simon Kinberg. Filmens stjerner er Miles Teller, Michael B. Jordan, Kate Mara, Jamie Bell, Toby Kebbell, Reg E. Cathey, og Tim Blake Nelson. I Fantastic Four skal holdet lære at udnytte deres overmenneskelige evner.

## Medvirkende
- Miles Teller som Reed Richards / Mr. Fantastic
- Michael B. Jordan som Johnny Storm / The Human Torch
- Kate Mara som Susan "Sue" Storm / The Invisible Woman
- Jamie Bell som Ben Grimm / The Thing
- Toby Kebbell som Victor von Doom / Doom
- Reg E. Cathey som Franklin Storm
- Tim Blake Nelson som Harvey Allen

## Produktion
Udviklingen af filmen begyndte i 2009, efter at Fox annoncerede planer om at genstarte filmserien. Trank blev ansat som instruktør i juli 2012, og hovedpersonerne blev castet i januar 2014. Optagelserne begyndte i Maj 2014 i Baton Rouge, Louisiana og varede i to måneder. Da man var utilfreds med filmen fra Fox's side, fik man gennemført genoptagelse af nogle scener. Dette foregik i januar 2015. [kilde mangler]

## Modtagelse
Filmen havde premiere i New York City den 4 august, 2015. Den blev udgivet den 7. august i USA. Filmen modtog dårlige anmeldelser for sin historie og special effects. Filmen havde kun et overskud på ca. $50 mio. Med et budget på $120 mio, tjente den "kun" $168 mio. Ved Golden Raspberry Awards 2015, vandt den i kategorien for Dårligste Instruktør og  Værste Film (sammen med Fifty Shades of Grey), og blev desuden nomineret til årets Værste Manuskript.[kilde mangler]